# Banī Mazār
Banī Mazār är en ort i Egypten. Den ligger i guvernementet al-Minya, i den centrala delen av landet, 180 km söder om huvudstaden Kairo. Banī Mazār ligger 43 meter över havet och folkmängden uppgår till cirka 100 000 invånare.

## Geografi
Terrängen runt Banī Mazār är mycket platt. Runt Banī Mazār är det tätbefolkat, med 331 invånare per kvadratkilometer. Trakten runt Banī Mazār består till största delen av jordbruksmark.